# 1-е Учредительное собрание Непала
1-е Учредительное собрание Непала — однопалатный законодательный орган Федеративной Демократической Республики Непал, состоявший из 601 члена и действовавший с 28 мая 2008 по 28 мая 2012 года. Собрание было создано в результате первых выборов в Учредительное собрание состоявшихся 10 апреля 2008 года, с целью принятия новой конституции, действуя в качестве временного законодательного органа на срок до двух лет. 240 членов были избраны в одномандатных округах, 335 — в результате пропорционального представительства, а остальные 26 членов — были назначены.
Из-за высокого процента неграмотности в бюллетенях вводилась графа с изображением электорального партийного символа — среди них были футбольный мяч, гранёный стакан, очки, меч, лук, лестница, ручка, радиоприемник, краник, глаза, ладонь, тигр, слон, велосипед, шестиугольная звезда и веса. Наиболее узнаваемая эмблема, серп и молот, осталась за маоистами из КПН (м), второй по численности компартии — КПГ (ОМЛ) — пришлось довольствоваться солнечным диском, а Непальский конгресс использовал традиционное для него изображение дерева.
Коммунистическая партия Непала (маоистская) (КПН(м)) была самой крупной партией в Учредительном собрании, получив половину мест в округах и около 30 % мест пропорционального представительства. 28 мая 2008 года на первом заседании члены Учредительного собрания провозгласили страну республикой и упразднили монархию.
В конце июня 2008 года, стороны договорились поделить 26 назначаемых мест в Учредительном собрании между девятью партиями: КПН (м) должна была получить девять мест, в то время как Непальский конгресс (НК) и Коммунистическая партия Непала (объединённая марксистско-ленинская) (КПН (ОМЛ)) (которые, соответственно, заняли второе место и третье место на выборах) получат по 5 мест каждая, «Мадхеси Джана Адхикар Форум» — 2, Садбхавана парти, Рабоче-крестьянская партия Непала, Джанаморха Непал и Коммунистическая партия Непала (марксистско-ленинская) получили по одному месту.
Окончательные результаты выборов в Учредительное собрание были следующими: на первом месте Коммунистическая партия Непала (маоистская) — 229 (38,1 %) мест; следом шли Непальский конгресс с 115 местами (19,1 %), Коммунистическая партия Непала (объединённая марксистско-ленинская) с 108 местами (17,9 %) и две партии национальных меньшинств — Мадхеси джана адхикари форум (МДАФ, Форум за права народа мадхеси), 54 места (8,98 %), и Тара-мадхеси локтантрик парти, 21 место (3,49 %). Единичных депутатов провели Коммунистическая партия Непала (марксистско-ленинская) (9 мест, 1,5 %), Сабдхавана парти (9 мест, 1,5 %), Джанаморха Непал (8 мест, 1,33 %), Растрия праджатантра парти (8 мест, 1,33 %), Коммунистическая партия Непала (единая) (5 мест, 0,83 %), Непальская рабоче-крестьянская партия (5 мест, 0,83 %), левая Растрия Джанаморха (4 места, 0,66 %), левоцентристская Растрия праджаната парти (4 места, 0,5 %), правая Растрия джаншакти парти (3 места, 0,5 %). Наконец, по 2 места за Коммунистической партией Непала (объединённой), Сангхия локтантрик растрия манх, Непал джаната дал, Непал садбхавана парти (Анандидеви), Растрия джанамукти парти, а по 1 — за Далит джанаджати парти, Непа растрия парти, Самаджбади праджатантрик джаната парти, Непал локтантрик самаджбади дал, Хурэ бхавар растрия экта парти, Непал паривар дал.
Так и не разработав новую конституцию, Собрание было распущено 28 мая 2012 года после 4 лет работы. Следующие выборы в Учредительное собрание, первоначально намеченные на 22 ноября 2012 года, были проведены через год — 19 ноября 2013 года после того, как несколько раз откладывались. По их результатам было сформировано 2-е Учредительное собрание.